# Кокорев, Борис Иванович
Борис Иванович Кокорев (1926 — 2015) — советский инженер-электромеханик и организатор производства. Участник Великой Отечественной войны. Директор Троицкого электромеханического завода (1962—1986). Почётный гражданин города Троицка (2012).

## Биография
Родился 3 июля 1926 года в городе Троицке, Челябинской области. 
В  1941 году накануне Великой Отечественной войны окончил семь классов Троицкой средней школы. С 1943 года после прохождения обучения на шофёрских курсах и в Троицкой школе механиков был призван в ряды Рабоче-Крестьянской Красной армии, и направлен в действующую армию, участник Великой Отечественной войны, служил водителем-механиком тяжелых танков в танковых частях. 
С 1947 по 1950 годы во время прохождения военной службы обучался на заочном отделении Челябинского машиностроительного техникума, после окончании которого получил специальность техника-технолога по холодной обработке металлов. С 1950 года после демобилизации из рядов Советской армии в звании старшина, начал свою трудовую деятельность инженером-конструктором, с 1958 по 1962 годы  работал — главным конструктором и начальником цеха на Троицком электромеханическом заводе. С 1956 по 1961 годы без отрыва от производства обучался на заочном отделении Челябинского института механизации и электрификации сельского хозяйства, в 1967 году уже будучи директором ТЭМЗ  окончил аспирантуру при этом институте. 
С 1962 по 1986 год, в течение двадцати четырёх лет был руководителем Троицкого электромеханического завода, под руководством и при непосредственном участии Б. И. Кокорева осуществлялась реконструкция предприятия, в результате которой Троицкий электромеханический завод превратился в единственный в СССР завод по производству электромашин и трансформаторов, а также теплообменных аппаратов для турбогенераторов мощностью до одного миллиона киловатт. Деятельность Б. И. Кокорева как руководителя завода стало признание марки «ТЭМЗ» в Троицке, Челябинской области, СССР и  за границей.
В 1971 году Указом Президиума Верховного Совета СССР «за выполнение заданий восьмой пятилетки» Б. И. Кокорев  был награждён Орденом Трудового Красного Знамени, в 1986 году «за выполнение заданий одиннадцатой пятилетки» — Орденом Дружбы народов.
Помимо основной деятельности Б. И. Кокорев избирался членом Троицкого горкома КПСС и депутатом Троицкого городского Совета депутатов, был председателем Совета директоров предприятий при мэре города Троицка, вёл рубрику «Экономика и мы» в газете «Вперед». После 1992 года был членом Общественной приёмной губернатора  Челябинской области и главы города Троицка. 
31 мая 2012 года «за выдающуюся деятельность во благо города» Б. И. Кокореву 
было присвоено почётное звание — Почётный гражданин города Троицка.
Скончался 5 августа 2015 года в городе Троицке Челябинской области.

## Награды
- Орден Трудового Красного Знамени (1971)
- Орден Дружбы народов (1986)
- Орден Знак Почёта (1966)
- Медаль «За победу над Германией в Великой Отечественной войне 1941—1945 гг.»

### Звание
- Почётный гражданин города Троицка (31.05.2012 №84[1])

### Премии
- Премия имени С. М. Цвиллинга Союза журналистов СССР (1991[1])